# Little Guitars
Little Guitars (с англ. — «Маленькие гитары») — четырнадцатый в общем и третий с альбома Diver Down сингл хард-рок группы Van Halen, выпущенный 14 апреля 1982 года на лейбле Warner Bros..

## О сингле
Эта песня примечательна своим вступлением, акустическим Соло в стиле фламенко Эдди Ван Халена. Это было сделано с помощью его правой руки, чтобы выбрать одну ноту трели на высокой струне Е. Затем он использовал левую руку, чтобы играть мелодию на струнах A и D, используя hammer-ons и pull-offs.
- "Все думают, что я переборщил с этим. А потом я показал им, как мне это удалось. Классические гитаристы могут это сделать, но они "Фингерстайлщики". Я даже пальцем не могу пошевелить. Нет, я определенно жульничал. У меня это хорошо получается. Если в моей голове есть какой-то звук и я хочу его услышать, я найду способ сделать это. Я купил пару пластинок Montoya. Я вообще-то попробовал поковырять пальцем и говорю: "К черту все это, это слишком сложно." - Эдди Ван Хален.
В дополнение к вступлению, песня также примечательна мини-Les Paul guitar, который Эдвард использовал для основного трека. Это единственная запись Ван Халена, для которой использовалась гитара. Мини-Les Paul был сделан Нэшвилльским Лютером Дэвидом Петшулатом и был продан Эдди во время гастрольной остановки в Нэшвилле, штат Теннесси. Эдди купил вторую мини-LP гитару, которая затем была построена немного по другим спецификациям; первая-медовый солнечный луч с мини-хамбакерами, а вторая-темно-винно-красная с более толстым корпусом и полноразмерными хамбакерами.
Он также использует эту гитару на концертах во время этой песни.
- "И эта песня называется так, потому что она исполняется на экземпляре "Les Paul" длиной в три дюйма от предплечья до кончика пальца, так что вы можете положить все это в карман, если захотите. Он издает очень характерный звук-отличный от вашего традиционного каменного топора. Я получил идею для песни из акустической части. Для меня это звучало как музыка Мексики, поэтому я написал песню для сеньориты." - Дэвид Ли Рот.
Чак Клостерман из Vulture.com поставил её на 18 место из 131 песен Van Halen, написав: "Ничего тяжелого, всё поучительно — всеобъемлющий успех."

## Список композиций
| №                   | Название                 | Длительность |
| ------------------- | ------------------------ | ------------ |
| 1.                  | «Little Guitars (intro)» | 0:42         |
| 2.                  | «Little Guitars»         | 3:47         |
| Общая длительность: | Общая длительность:      | 4:33         |

## Участники записи
- Алекс Ван Хален — ударные
- Эдди Ван Хален — электрогитара и акустическая гитара, бэк-вокал
- Майкл Энтони — бас-гитара, бэк-вокал
- Дэвид Ли Рот — вокал, акустическая гитара